# علی اشتری (شاعر)
علی اشتری متخلص به فرهاد (۱۳۰۱–۱۳۴۰) شاعر غزلسرای اهل ایران بود.

## زندگی‌نامه
علی اشتری وی به سال ۱۳۰۱ خورشیدی به دنیا آمد. پدرش احمدخان اشتری که در شعر تخلص «یکتا» داشت شاعر، نقاش و برای مدتی نیز عضو فرهنگستان زبان و ادب فارسی بود. وی در نزد پدر برخی از فنون ادب را آموخت و تحصیلات خود را در مدرسهٔ شرف به پایان رساند. وی از نوجوانی به سرودن پرداخت و تخلص فرهاد را برای خود برگزید. وی نخستین مجموعه سروده‌هایش را در سال ۱۳۲۴ در کتابی تحت عنوان «ستارهٔ سحری» در تهران منتشر نمود. با موسیقی‌دانان و شاعران همنشینی می‌کرد و در «انجمن ادبی ایران» که در منزل محمدعلی ناصح تشکیل می‌شد، حاضر می‌شد و با شاعران پیشکسوت همچون رهی معیری، ابوالحسن ورزی، امیری فیروزکوهی و برخی از هم‌نسلانش همچون مهرداد اوستا، مشفق کاشانی، گلشن کردستانی، بیژن ترقی، نیاز کرمانی و بهادر یگانه دوستی و مراوده داشت. وی در سرودن انواع شعر به اسلوب پیشینیان تواناست، اما با روحیه و عوالم حساس و عاطفی‌اش، غزل برایش جذبهٔ افزون‌تری دارد. سرانجام وی در روز ۱۱ دی ۱۳۴۰ پیش از تولد چهل‌سالگی اش درگذشت. از علی اشتری کتاب‌های، ستارهٔ سحری، پروانه در مشت و دیوان شعری به یادگار مانده‌است.

## نمونه اشعار
علی اشتری غزلهای عارفانه و زیبا بسیار سروده‌است. غزل‌های وی جزو غزل‌های مشهور و تحسین‌شدهٔ روزگار ماست. «سفینهٔ غزل» به انتخاب ابوالقاسم انجوی شیرازی یکی از بهترین گزیده‌های غزل فارسی است. از جمله برنامه‌هایی که در گنجینه فاخر گلها از اشعار این شاعر استفاده شده‌است می‌توان برنامه گل‌های رنگارنگ با شماره‌های ۵۱۳-۵۴۰-۵۴۲و ۵۷۶ را نام برد. مطلع یکی از غزلیات شیرینش این بیت است:
| گر چه افکندی ز چشم خویش آسانم چو اشک |  | یک شب ای آرام جان بنشین بدامانم چو اشک |

وی در عرصه غزلسرایی در زمان خود کمابیش اسم و رسمی داشت و دو سه مجموعه شعر هم از او به چاپ رسید. در دیوان او (ص ۱۰۹) این رباعی معروف به چشم می‌خورد:
| {{{1}}} |  | {{{2}}} |
| {{{1}}} |  | {{{2}}} |

| عمریست تا بپای خم از پا نشسته‌ایم |  | در کوی می‌فروش چو مینا نشسته‌ایم     |
| ما را ز کوی باده‌فروشان گریز نیست |  | تا باده در خم است، همین‌جا نشسته‌ایم |
| تا موج حادثات چه بازی کند، که ما |  | با کشتی شکسته به دریا نشسته‌ایم     |
| ما آن شقایقیم که با داغ سینه سوز |  | جامی گرفته‌ایم و به صحرا نشسته‌ایم   |
| طفل زمان فشرد چو پروانه‌ام به مشت |  | جرم دمی که بر سر گلها نشسته‌ایم     |
| فرهاد با ترانهٔ مستانهٔ غزل        |  | در هر سوی چو نشئهٔ مینا نشسته‌ایم    |